# Sollevamento pesi ai Giochi della XI Olimpiade
Le competizioni di sollevamento pesi dei Giochi della XI Olimpiade si è svolta nei giorni dal 2 al 5 agosto 1936 alla Deutschlandhalle di Berlino. Come a Los Angeles 1932 il programma ha visto la disputa delle seguenti 5 categorie:
- Pesi piuma (fino a 60)
- Pesi leggeri (fino a 67,5)
- Pesi medi (fino a 75)
- Pesi massimi-leggeri (fino a 82,5)
- Pesi massimi (oltre 82,5)

## Calendario
| Sollevamento pesi ai Giochi della XI Olimpiade | Sollevamento pesi ai Giochi della XI Olimpiade | Sollevamento pesi ai Giochi della XI Olimpiade | Sollevamento pesi ai Giochi della XI Olimpiade | Sollevamento pesi ai Giochi della XI Olimpiade | Sollevamento pesi ai Giochi della XI Olimpiade | Sollevamento pesi ai Giochi della XI Olimpiade | Sollevamento pesi ai Giochi della XI Olimpiade | Sollevamento pesi ai Giochi della XI Olimpiade | Sollevamento pesi ai Giochi della XI Olimpiade | Sollevamento pesi ai Giochi della XI Olimpiade | Sollevamento pesi ai Giochi della XI Olimpiade | Sollevamento pesi ai Giochi della XI Olimpiade | Sollevamento pesi ai Giochi della XI Olimpiade | Sollevamento pesi ai Giochi della XI Olimpiade | Sollevamento pesi ai Giochi della XI Olimpiade | Sollevamento pesi ai Giochi della XI Olimpiade |
| Eventi / Giorni                                | Agosto 1936                                    | Agosto 1936                                    | Agosto 1936                                    | Agosto 1936                                    | Agosto 1936                                    | Agosto 1936                                    | Agosto 1936                                    | Agosto 1936                                    | Agosto 1936                                    | Agosto 1936                                    | Agosto 1936                                    | Agosto 1936                                    | Agosto 1936                                    | Agosto 1936                                    | Agosto 1936                                    | Agosto 1936                                    |
| Eventi / Giorni                                | 1                                              | 2                                              | 3                                              | 4                                              | 5                                              | 6                                              | 7                                              | 8                                              | 9                                              | 10                                             | 11                                             | 12                                             | 13                                             | 14                                             | 15                                             | 16                                             |
| ---------------------------------------------- | ---------------------------------------------- | ---------------------------------------------- | ---------------------------------------------- | ---------------------------------------------- | ---------------------------------------------- | ---------------------------------------------- | ---------------------------------------------- | ---------------------------------------------- | ---------------------------------------------- | ---------------------------------------------- | ---------------------------------------------- | ---------------------------------------------- | ---------------------------------------------- | ---------------------------------------------- | ---------------------------------------------- | ---------------------------------------------- |
| Pesi piuma (fino a 60)                         |                                                | Finale                                         |                                                |                                                |                                                |                                                |                                                |                                                |                                                |                                                |                                                |                                                |                                                |                                                |                                                |                                                |
| Pesi leggeri (fino a 67,5)                     |                                                | Finale                                         |                                                |                                                |                                                |                                                |                                                |                                                |                                                |                                                |                                                |                                                |                                                |                                                |                                                |                                                |
| Pesi medi (fino a 75)                          |                                                |                                                |                                                |                                                | Finale                                         |                                                |                                                |                                                |                                                |                                                |                                                |                                                |                                                |                                                |                                                |                                                |
| Pesi massimi-leggeri (fino a 82,5)             |                                                |                                                | Finale                                         |                                                |                                                |                                                |                                                |                                                |                                                |                                                |                                                |                                                |                                                |                                                |                                                |                                                |
| Pesi massimi (oltre 82,5)                      |                                                |                                                |                                                |                                                | Finale                                         |                                                |                                                |                                                |                                                |                                                |                                                |                                                |                                                |                                                |                                                |                                                |

## Podi
| Evento                          | Oro                      | Perform. | Argento         | Perform.      | Bronzo         | Perform. |
| Pesi piuma (dettagli)           | Tony Terlazzo            | 312,5    | Saleh Soliman   | 305,0         | Ibrahim Shams  | 300,0    |
| Pesi leggeri (dettagli)         | Anwar Mesbah Robert Fein | 342,5    | Non assegnata   | Non assegnata | Karl Jansen    | 327,5    |
| Pesi medi (dettagli)            | Khadr El-Touni           | 387,5    | Rudolf Ismayr   | 352,5         | Adolf Wagner   | 352,5    |
| Pesi massimi-leggeri (dettagli) | Louis Hostin             | 372,5    | Eugen Deutsch   | 365,0         | Ibrahim Wasif  | 360,0    |
| Pesi massimi (dettagli)         | Josef Manger             | 410,0    | Václav Pšenička | 402,5         | Arnold Luhaäär | 400,0    |

## Medagliere
| Posizione | Paese          |   |   |   | Totale |
| --------- | -------------- | - | - | - | ------ |
| 1         | Egitto         | 2 | 1 | 2 | 5      |
| 2         | Germania       | 1 | 2 | 2 | 5      |
| 3         | Stati Uniti    | 1 | 0 | 0 | 1      |
| 3         | Francia        | 1 | 0 | 0 | 1      |
| 3         | Austria        | 1 | 0 | 0 | 1      |
| 6         | Cecoslovacchia | 0 | 1 | 0 | 1      |
| 7         | Estonia        | 0 | 0 | 1 | 1      |
| Totale    | Totale         | 6 | 4 | 5 | 15     |